# Streptococcus salivarius
Espèce
Synonymes
Streptococcus salivarius est un type de bactérie de l'espèce Streptococcus, du groupe des streptocoques viridans. Ce sont des bactéries de forme sphérique ou ovoïde, anaérobies facultatives, et de type Gram positif. S. salivarius est un streptocoque α‑hémolytique qui colonise l'être humain, quelques heures après la naissance : la bouche, la peau, l'oropharynx, le tube digestif et les voies génito‑urinaires, ce qui rend l'exposition à la bactérie inoffensive.
La bactérie est considérée comme un pathogène opportuniste, trouvant sa place dans la circulation sanguine, mais elle est aussi impliquée dans de rares cas, le plus souvent, de méningite et de bactériémie, ainsi que d'autres types d’infections comme l'abcès pancréatique, l'endocardite multimicrobienne, l'endophtalmie, l'impétigo bulleux, jéjunite aiguë, l'ostéite fémorale, la péricardite, la péritonite bactérienne spontanée, la sinusite, et la septicémie néonatale précoce (chez les personnes ayant une neutropénie).

## Études morphologiques
S. salivarius possède des caractéristiques distinctes lorsqu'elle est exposée à différents environnements de nutriments. Par exemple, dans le laboratoire, si une plaque SYTA est utilisée, S. salivarius prospère dans le saccharose, et produit une capsule (ou glycocalyx) autour d'elle. Toutefois, si elle est cultivée sur une plaque GYC dans du glucose (sans saccharose), S. salivarius n'est pas en mesure de créer cette capsule.
Plus important encore, dans le laboratoire, S. salivarius peut présenter distinctement des zones claires sur les plaques GYC, c'est parce que S. salivarius peut fermenter le glucose en produisant de l'acide lactique, et qu'ensuite, cet acide lactique réagit positivement avec le carbonate de calcium.
L'agglutination de Streptococcus salivarius est souvent utilisée dans le diagnostic de pneumonie atypique causée par Haemophilus influenzae.

## Nomenclature
En 1906, l'espèce est établie par Frederick William Andrewes (1859-1932) et Thomas Jeeves Horder (en) (1871-1955).
Depuis 1995, la publication officielle désigne l'ancienne sous-espèce Streptococcus salivarius subsp. thermophilus comme synonyme de l'espèce Streptococcus thermophilus (ex Orla-Jensen 1919) Schleifer et al 1995, comb. nov.,.